# Trigonidium (Orchidaceae)
Trigonidium is een bloemengeslacht behorend tot de familie der orchideeën (Orchidaceae). Het geslacht werd geïntroduceerd door John Lindley in Edwards's Botanical Register 23: T. 1923 in 1837. De naam van het geslacht verwijst naar de driehoek gevormd door de positie van de kelkbladen van haar bloemen.